# Самбр
Самбр (фр. Sambre) је река у Француској. Дуга је 193 km. Улива се у Мезу. 